# Woodstock (Peanuts)
Woodstock (conocido como Emilio en algunos países de Latinoamérica y en España) es uno de los personajes secundarios creados por Charles Schulz para la tira cómica Peanuts conocida en castellano como «Charlie Brown y Snoopy» o «Rabanitos».  Woodstock es un pájaro amarillo y el mejor amigo de Snoopy. También aparecen en la serie una cantidad muy variada de pájaros exactamente iguales a Pepito en diferentes episodios, sin que pueda decirse con certeza cuál es el original, pues todos comparten el mismo carácter y personalidad.

## Historia
Snoopy se hizo amigo de los pájaros a principios de los años sesenta, cuando empezaron a utilizar su caseta para varios fines: una parada para descansar durante las migraciones, un lugar para hacer nidos o un sitio para jugar a las cartas. A ninguno de estos pájaros se le ha dado nombre ni tampoco han tenido bocadillos con diálogo; simplemente miraban a Snoopy y él los entendía. Lo que diferencia a Woodstock de los otros pájaros es que acompaña a Snoopy y asume el papel de compinche y asistente de Snoopy. No ha habido relaciones periódicas entre Snoopy y los pajarillos que visitan el jardín de la familia Brown, y Snoopy tenía una actitud más de hostilidad que de simpatía hacia estos pájaros. Pero el 4 de abril de 1967, en la tira de cómic diaria de Snoopy, un solo pájaro voló hasta allí tras un largo vuelo mientras Snoopy estaba tumbado encima de su caseta. Eligió la nariz de Snoopy como un buen lugar para descansar y Snoopy acepta atípicamente esta intrusión. Durante los dos días siguientes Charles Schulz comenzó a establecer rasgos característicos del nuevo amigo de Snoopy revelando que podía hablar (o, para ser más exactos, que podía quejarse a través de sonidos repetitivos en forma de palabras), que a diferencia de los pájaros normales, no le gusta volar al sur todos los inviernos y que sus habilidades para volar no eran lo bastante decentes. Al final de esta secuencia de cuatro viñetas Snoopy, vestido como un aviador de la I Guerra Mundial, aprende que el pájaro es su nuevo mecánico (el primer papel de apoyo de Woodstock). Después de esta presentación, Woodstock, todavía sin nombre, es visto en ocasiones con Snoopy, y otros pájaros siguen apareciendo durante años. Pero Woodstock se distingue como el pájaro amigo de Snoopy, en parte por continuadas referencias hacia él como el mecánico del aviador (12 de julio de 1967; 12-14 de junio de 1968). Por fin, el 14 de junio de 1968, catorce meses después de su primer aterrizaje en Snoopy y tras una segunda aparición como un personaje de apoyo para Snoopy, el aspecto más importante de la relación de Woodstock con Snoopy se hace evidente (Snoopy se refiere por primera vez al pájaro como su amigo). Esa identificación fue más que suficiente para que los lectores supieran que este pajarito, con o sin nombre, había asumido el papel de un personaje habitual en Snoopy. Schulz no le dio nombre hasta el 22 de junio de 1970. Schulz reconoció en varias entrevistas en prensa y televisión a mediados de los setenta que escogió el nombre de Woodstock por el festival de rock. (El logo del festival era un pájaro posado en una guitarra)

## El personaje
Woodstock se convirtió enseguida en el mejor amigo de Snoopy. El único personaje, que no es un ave, que puede entender lo que dice Woodstock es Snoopy. Cuando aparece en el cómic, lo que dice está representado con palitos que Snoopy traduce directamente o deja al lector que deduzca lo que Woodstock quiere decir según el contexto de lo que Snoopy contesta. Woodstock sí emite sonidos no verbales como bostezos (23 de noviembre de 1972), risas, suspiros (22 de noviembre de 1972) y «Z» o ronquidos para indicar que duerme. También utiliza signos de puntuación como «!» o «??» para mostrar emociones. En las películas y especiales de televisión, los sonidos del pájaro se interpretan como una entrecortada serie de estridentes graznidos emitidos por la voz del actor de Snoopy, Bill Melendez. Woodstock trabaja a menudo como secretario de Snoopy y es su caddie cuando juega al golf (normalmente con algunas dificultades). Woodstock también juega al fútbol americano con Snoopy, normalmente intentado coger la pelota, pero, debido a su tamaño, simplemente la golpea; a veces se queda incrustado en el campo. También afirma que lleva lentillas (8 de junio de 1995).
Woodstock es un pajarito amarillo amistoso, aunque en ocasiones sarcástico con respecto a Snoopy. Al igual de este, se enoja rápidamente. Una característica única de este personaje es su aguda risa, la cual logra molestar en ocasiones a Snoopy.
Ingeniosamente gana una carrera de rafting en un río después de que todos los otros participantes quedaran eliminados. Se toma con calma las bromas e ironías de Snoopy, aunque no duda en hacerle frente si su amigo se pasa de la raya. Una vez, Snoopy y él dejaron de hablarse porque Snoopy se dedicó a leer una palabra al día de Guerra y Paz. Cuando le dijeron que a Woodstock le había atacado el gato de la casa vecina, Snoopy corrió inmediatamente en su ayuda, recibiendo una paliza en el proceso (el gato en realidad estaba atacando a un guante amarillo). También odia no tener razón por equivocarse de raza de pájaro (aunque nunca se nos especifica qué tipo de pájaro es), y es reacio a comer migas de pan porque no quiere que nadie piense que está recibiendo prestaciones sociales, y cuando se le pregunta sobre sus ingresos, contesta «cuatro gusanos al día». Es un genio jugando al trivial también, y siempre se las arregla para confundir a Snoopy.
- Datos: Q246867
- Multimedia: Woodstock (Peanuts) / Q246867